# Camp de sitges

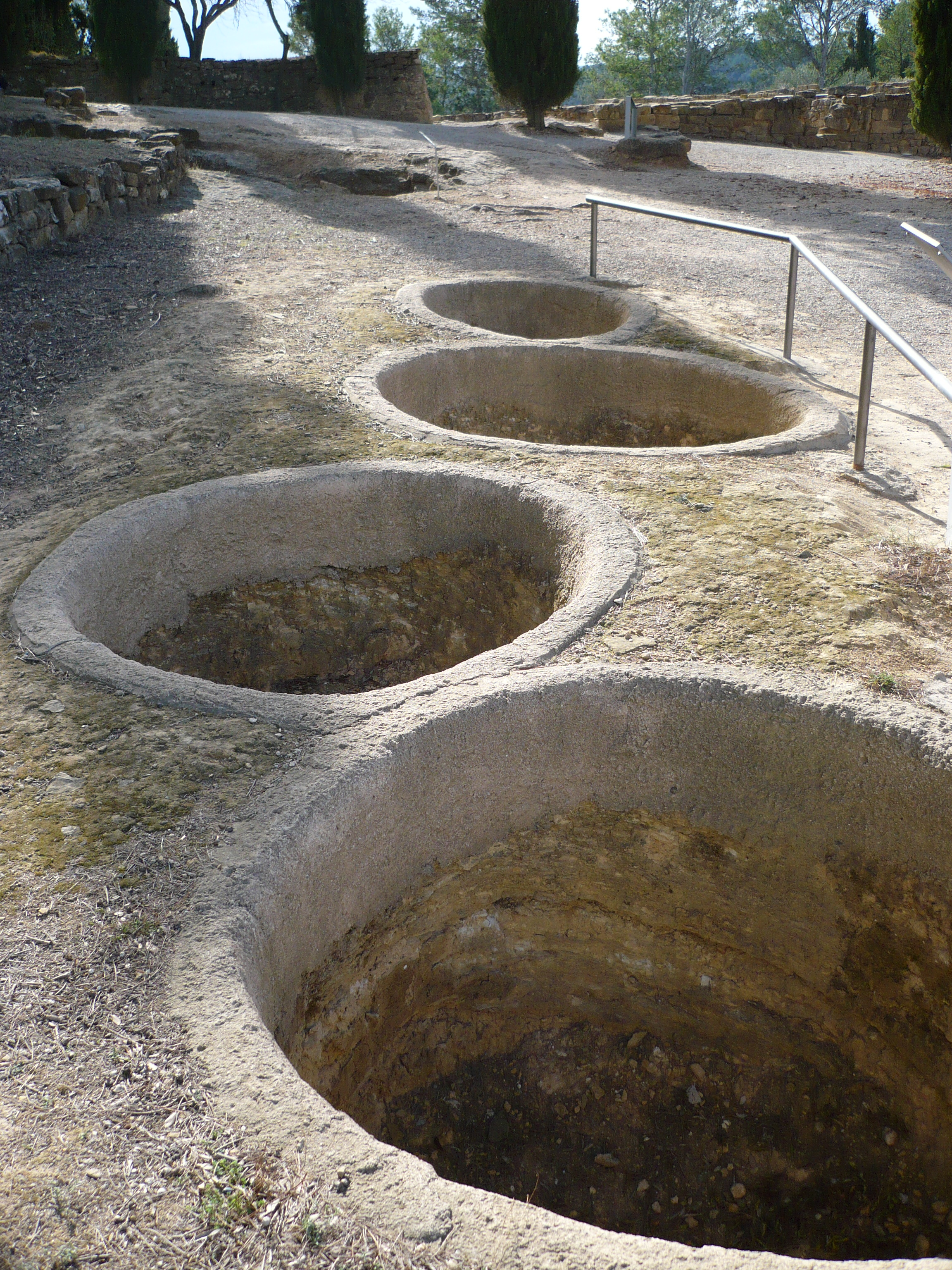
Sitges ibèriques a l'interior del recinte emmurallat de la ciutat ibèrica d'Ullastret (Baix Empordà).

Un camp de sitges és una extensió de terreny destinada a excavar-hi grans forats a terra que servien per emmagatzemar els excedents (és a dir, els productes sobrants) agrícoles en l'època ibèrica. Són típics de l'àrea ibèrica septentrional, entre les desembocadures dels rius Llobregat i Erau. Es troben generalment en llocs alts i secs, rics en argiles, i al costat d'assentaments i poblats ibers. Així, les que presenten forma ovoïdal, troncocòniques o en forma de cubeta circular serviren per emmagatzemar cereals i llegums.
Plini, que escriu a la segona meitat del segle i, diu que a Hispània el gra es guardava en sitges situades en terrenys secs en el fons de les quals i a les seves parets s'havia disposat prèviament una capa de palla; d'aquesta manera, Plini, seguint una de les seves fonts, Marc Terenci Varró, diu que el blat emmagatzemat d'aquesta manera podia durar fins a 50 anys, i 100 anys el mill. Després, quan ja havien acabat la seva funció, les sitges eren usades com a abocadors de deixalles i d'aquí la gran riquesa de materials arqueològics que ofereixen quan són excavades.
Sembla que el cereal que era guardat a les sitges posteriorment era envasat en les típiques àmfores ibèriques en forma de pastanaga, que predominen en tots els assentaments indígenes de la costa catalana entre els segles V i I aC.
Quan la zona de l'actual Catalunya va patir l'embranzida de l'exèrcit romà a partir del 218 aC, aquest era alimentat només amb els productes agrícoles locals, és a dir, el blat iber, i d'aquí el gran nombre de camps de sitges datats en aquesta època (segles II i I aC). Després de la conquesta romana d'Hispània, les sitges foren substituïdes per dolia, és a dir, grans gerres excavades a terra, que servien per guardar cereals i altres productes.